# 그라디우스 II: 고퍼의 야망
《그라디우스 II: 고퍼의 야망》(グラディウスII -GOFERの野望-, Gradius II)는 일본 코나미사의 횡스크롤 슈팅 게임으로, 1988년에 그라디우스의 후속작으로 제작되었다. 부제는 ‘고퍼의 야망’이고, 유럽 및 북아메리카판 제목은 ‘발칸 벤처(Vulcan Venture)’이다. 게임 형식의 대부분을 전작 그대로 답습하였다.

## 스토리
- 박테리안의 군대는 그라디우스 제국군에 패한 후 특수부대인 ‘고파(Gofer)’를 이끌고 강력해진 군사력으로 다시금 그라디우스 제국을 침공한다.
- 그라디우스 제국은 이에 맞서기 위해 신형 빅 바이퍼를 출격시킨다.

## 간략한 게임 설명
형식에 있어 최초의 그라디우스를 그대로 답습하였으되 몇 가지 새로운 점이 있다.

### 파워업
전작과 같은 형식이다. 하지만 4가지 유형의 파워업 중 하나를 선택할 수 있다. 새로 추가된 것이다.
| 구분 | 1번 파워업 | 2번 파워업     | 3번 파워업 | 4번 파워업 | 5번 파워업 | 6번 파워업              |
| ---- | ---------- | -------------- | ---------- | ---------- | ---------- | ----------------------- |
| 1    | Speed up   | Missile        | Double     | Laser      | Option     | Shield 또는 Force Field |
| 2    | Speed up   | Spread Bomb    | Tailgun    | Laser      | Option     | Shield 또는 Force Field |
| 3    | Speed up   | Photon Torpedo | Double     | Ripple     | Option     | Shield 또는 Force Field |
| 4    | Speed up   | 2-Way Missile  | Tailgun    | Ripple     | Option     | Shield 또는 Force Field |

- Spread Bomb : 수류탄식 미사일이다. 포물선을 그리며 떨어지고 떨어진 자리에 폭발이 형성된다.
- Photon Torpedo : Missile과 비슷한 미사일이다. 수직으로 떨어지고 작은 적군을 뚫고 지나간다.
- 2-Way Missile : 미사일이 위아래로 나간다. 기어가지는 않는다.
- Tailgun : 포탄을 전후방으로 발사한다. Double과 같은 속성이다.
- Ripple : 고리형의 레이저를 발사한다. 사라만다에 나왔던 것과 같다.
- Force Field : 본체를 전방위로 방어한다. 방어력은 약하다.

그 이외의 무기는 전작과 같다.

### 스테이지
| Stg. | 아케이드            | PC 엔진             | 패미컴              |
| ---- | ------------------- | ------------------- | ------------------- |
| 1    | 화염행성            | 화염행성            | 화염행성            |
| 2    | 생명체              | 생명체              | 생명체              |
| 3    | 수정                | 수정                | 화산+수정           |
| 4    | 화산                | 화산                | 모아이              |
| 5    | 모아이              | 사막 유적           | 우주공간 (보스러시) |
| 6    | 고속기지            | 모아이              | 고속기지            |
| 7    | 우주공간 (보스러시) | 고속기지            | 세포 + 고파         |
| 8    | 적 함선             | 우주공간 (보스러시) | -                   |
| 9    |                     |                     |                     |

- X68000, 플레이스테이션, 플레이스테이션 포터블 기반의 판은 아케이드를 따른다.

### 보스러시
보스러시(Boss Rush)가 새로 도입되었다. 스테이지 7이 바로 그렇다. 처음에 ‘Zub’이라고 불리는 네모꼴의 적들이 나온다. 붉은색을 띤 것부터 나오기 때문에 일단 파워업을 충분히 할 기회가 있다. 이들이 다 나오게 되면 비로소 보스러시가 시작된다.
그라디우스 II의 보스러시에 나오는 보스들은 다음과 같다.
- 그라디우스의 스테이지 1 ~ 스테이지 5 보스 : Big Core
- 사라만다의 스테이지 1 보스 : Gorem
- 사라만다의 스테이지 2 보스 : Tetran
- 라이프포스의 스테이지 5 보스
- 사라만다의 스테이지 3 보스
- Covered Core

이러한 보스러시는 그 후속작에서도 계속 답습되고 있다.

### 기타 특이한 점
스테이지 8의 후반 부분에는 거미와 비슷한 형상의 큰 기계가 나온다. 이 기계는 파괴할 수 없고 다리 사이로 피해야 한다. 그 대신 다른 공격은 하지 않고 잠깐동안 화면을 좌우로 왔다갔다하다가 왼쪽으로 사라진다. 보스러시와 마찬가지로 이것도 후속작에서 계속 답습되고 있다.

## 배경음악
| 장면                     | 트랙명                                  |
| ------------------------ | --------------------------------------- |
| 타이틀                   | Title Demo                              |
| 장비선택                 | Equipment                               |
| 공중전 (스테이지 1)      | TABIDACHI                               |
| 공중전 (스테이지 2 이후) | A Shooting Star                         |
| 스테이지 1               | Burning Heat                            |
| 스테이지 2               | Synthetic Life                          |
| 스테이지 3               | Crystal World                           |
| 스테이지 4               | A Way Out of the Difficulty             |
| 스테이지 5               | The Old Stone Age 1                     |
| 스테이지 5               | The Old Stone Age 2                     |
| 스테이지 6               | Maximum Speed                           |
| 스테이지 7               | GRADIUS I BOSS THEME (Aircraft Carrier) |
| 스테이지 7               | SALAMANDER BOSS THEME (Poison of Snake) |
| 스테이지 7               | Fire Dragon                             |
| 스테이지 8               | Into Hostile Ship                       |
| 스테이지 8               | Shoot and Shoot                         |
| 스테이지 8               | The Final Enemy                         |
| 보스전                   | Take Care!                              |
| 게임오버                 | Game Over                               |
| 랭킹                     | Ranking BGM                             |
| 엔딩                     | Farewell                                |

### 패밀리 컴퓨터판 배경음악
| 장면       | 트랙명                                  |
| ---------- | --------------------------------------- |
| 장비선택   | Equipment                               |
| 공중전     | TABIDACHI                               |
| 스테이지 1 | Burning Heat                            |
| 스테이지 2 | Fortress                                |
| 스테이지 3 | Heavy Blow                              |
| 스테이지 3 | Dead End                                |
| 스테이지 4 | The Old Stone Age                       |
| 스테이지 5 | GRADIUS I BOSS THEME (Aircraft Carrier) |
| 스테이지 5 | SALAMANDER BOSS THEME (Poison of Snake) |
| 스테이지 6 | Over Heat                               |
| 보스전     | The Final Enemy                         |
| 스테이지 7 | Something Ghostly                       |
| 스테이지 7 | Take Care!                              |
| 게임오버   | Game Over                               |
| 엔딩       | Farewell                                |

1스테이지의 Burning Heat는 이후 그라디우스 III이나 극상 파로디우스에서 사용되었고, 비트매니아 IIDX 시리즈에 어레인지 버전이 수록되기도 하였다. TABIDACHI와 A Shooting Star는 기타프릭스/드럼매니아 시리즈에서 코나미구형파구락부의 후루카와 모토아키에 의해 편곡되어 사용되었다.